# Abulcasis
Abū ’l Qāsim Khalaf ibn ‘Abbās al-Zahrāwī (en árabe: أبو القاسم بن خلف بن العباس الزهراوي), más conocido como Abulcasis o Albucasis, fue un médico y científico andalusí, (Medina Azahara, Califato de Córdoba, 936/40-Córdoba, Califato de Córdoba, 1009/1013). Es considerado el «padre de la cirugía moderna» y el mejor cirujano de la Edad Media.
La obra principal de Abulcasis es el al-Tasrif, una enciclopedia de medicina práctica de treinta volúmenes. El capítulo sobre cirugía de este trabajo fue traducido al latín, ganando popularidad y convirtiéndose en un libro de texto referencial en Europa en los próximos cinco siglos. Las contribuciones de Abulcasis fueron pioneras en el campo de la cirugía y sus instrumentos, como el fórceps, tuvieron un enorme impacto tanto en Oriente como Occidente hasta la modernidad, e incluso algunos de sus descubrimientos se siguen aplicando en medicina actualmente. Asimismo, fue pionero en el uso del catgut, material utilizado para las suturas internas.
Fue el primer médico en identificar la naturaleza hereditaria de la hemofilia, en describir el embarazo abdominal, un subtipo de embarazo ectópico que antiguamente era mortal, así como en descubrir la causa principal de la parálisis. Del mismo modo, inventó aparatos quirúrgicos para las operaciones de cesárea y cataratas.

## Biografía

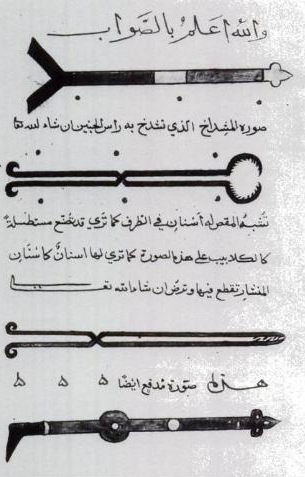
Ilustración de los instrumentos medievales musulmanes quirúrgicos del médico Abulcasis (enciclopedia médica del :: Kitab al-Tasrif).

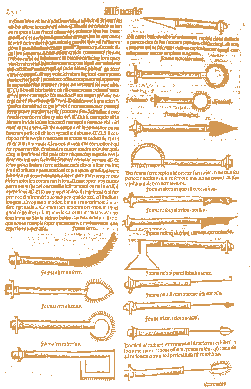
Página sobre los instrumentos quirúrgicos y médicos, de una traducción al latín de 1531 realizada por Peter Argellata.

Abulcasis nació en Medina Azahara, a unos ocho kilómetros al noroeste de Córdoba, capital del Califato de Córdoba, y pertenecía a la tribu árabe de los ansar. Aunque la fecha de su nacimiento es aproximada, los historiadores coinciden en situarla posterior al año 936, fecha de la fundación de su ciudad natal.
Vivió la mayor parte de su vida en Córdoba, donde estudió, dio clases y practicó medicina y cirugía hasta poco antes de su muerte en 1013, dos años antes de la destrucción de Medina Azahara debido a la caída del Califato cordobés. Fue contemporáneo a otros médicos andalusíes como Ibn Wafid, al-Mayriti y Artefius[cita requerida]. Dedicó toda su vida al avance de la medicina como un todo y a la cirugía en particular.
Se saben muy pocas cosas de su vida más allá de los que explica en sus propias obras, no obstante, su nombre aparece mencionado por primera vez en una obra de Abu Muhammad ibn Hazm, que lo cita entre los médicos más relevantes de al-Ándalus. La primera biografía detallada se escribió sesenta años después de su muerte por Al-Humaydi, en su obra Jadhwat al-Muqtabis.

## Cirujano
Abulcasis se especializó en la cura por cauterización. Inventó diversos instrumentos quirúrgicos, por ejemplo para la inspección del interior de la uretra y para retirar cuerpos extraños de la garganta, el oído y otros órganos. Fue el primero en ilustrar las variadas cánulas y, asimismo, fue pionero en el tratamiento de la verruga con un tubo de hierro y el uso del metal cáustico como instrumento de perforación.
Aunque Abulcasis nunca realizó una traqueotomía, sí que trató a una esclava que había intentando suicidarse cortándose el cuello. El médico le cosió la herida y la chica se recuperó, probando así que una incisión en la laringe podía sanar. Así escribió este acontecimiento:

Una esclava cogió un cuchillo, se lo clavó en la garganta, se cortó parte de la tráquea y me llamaron para atenderla. Me la encontré gritando como si la hubieran sacrificado. Así que observé la herida y vi que se trataba de una pequeña hemorragia; me aseguré de que no había ninguna arteria ni vena yugular cortada, pero el aire salía por la herida. Por lo tanto, suturé la herida rápidamente y la traté hasta que estuvo curada. Ningún daño se le procuró a la esclava excepto una afonía en la voz, que no era extrema, y después de unos días su salud se recuperó al completo. Así pues, podemos decir que la laringiotomía no es peligrosa.

Abulcasis también fue pionero en la neurocirugía y en el diagnóstico neurológico. Es conocido por realizar tratamientos quirúrgicos en heridas en la cabeza, fracturas craneales, lesiones medulares, hidrocefalias, derrames subdurales y cefaleas. La primera descripción clínica de un tratamiento operativo de hidrocefalia fue aportada por Abulcasis, quien describe la evacuación del fluido superficial intracraneal en niños con hidrocefalia.

## Kitab al-Tasrif
Abulcasis es considerado como uno de los padres y el fundador de la cirugía moderna. En sus textos, donde combinaba las enseñanzas clásicas greco-latinas, con los conocimientos de la ciencia del próximo oriente, fueron la base de los procedimientos quirúrgicos europeos hasta el Renacimiento. Su mayor contribución a la historia es Al-Tasrif, una obra de treinta volúmenes sobre la práctica médica, donde recopiló todo el conocimiento médico y farmacéutico de la época. Fue, asimismo, un gran innovador en las artes médicas, siendo el primero en emplear el hilo de seda en las suturas.
Especialista en cirugía, en su obra describe los procedimientos que utilizaba en sus operaciones de ojos, oídos, garganta, amputaciones, implantes de dientes, etc. Abulcasis también inventó el fórceps para extracción de fetos muertos, con ilustraciones en el Al-Tasrif. Además, describe el uso de fórceps en trabajo de partos.
El Al-Tasrif (1000) también introduce el uso de ligadura para controlar la sangre de arterias en cauterización.
Desarrolló más de 200 nuevos instrumentos quirúrgicos que describe en el último libro de su magna enciclopedia, la cual fue profusamente estudiada en toda Europa durante más de cinco siglos después de su muerte.

## Legado
Abulcasis fue el "cirujano más citado del Medievo". Donald Campbell, un historiador de la medicina islámica, describe la influencia del médico andalusí en Europa:

La gran influencia de Abulcasis en el sistema médico de Europa fue tal que su lucidez y metodología despertaron una impresión favorable a la literatura islámica entre los estudiantes de Ociddente: los métodos de Abulcasis eclipsaron a los de Galeno y mantuvieron una posición dominante en la medicina europea durante cinco siglos [...]. Sin embargo, él ayudó a encumbrar la cirugía en la Europa cristiana; en su libro sobre fracturas y luxaciones, declara que esta parte de la cirugía ha pasado a manos de mentes vulgares y analfabetas, por lo que ha caído en el desprecio. La cirugía de Abulcasis arraigó con firmeza en Europa después de Guy de Chauliac (d.1368).

En el siglo XIV, el cirujano francés Guy de Chauliac citó el al-Tasrif en más de doscientas ocasiones. Pietro Argallata (f. 1453) describe a Abulcasis como "sin duda, el líder de todas las cirugías". La influencia de Abulcasis continuó durante cinco siglos hasta llegar al Renacimiento, evidenciado por las referencias a su obra magna por el cirujano francés Jacques Daléchamps (1513-1588).
En Córdoba existe una calle en su honor denominada "calle Albucasis".